# Gewane
Pour le woreda du même nom, voir Gewane (woreda).
Gewane est une ville du nord-est de l'Éthiopie, située dans la Zone Administrative 3 de la région Afar. Elle est le chef-lieu du woreda éponyme.
Elle compte 8 408 habitants au recensement de 2011[à vérifier] et se trouve à environ 620 mètres d'altitude.